# Sielsowiet Sielec
Sielsowiet Sielec (biał. Сялецкі сельсавет, Sialecki sielsawiet; ros. Селецкий сельсовет) – sielsowiet na Białorusi, w obwodzie brzeskim, w rejonie bereskim, z siedzibą w Sielcu.

## Demografia
Według spisu z 2009 sielsowiety Sielec i Narutowicze zamieszkiwało 2194 osób, w tym 2026 Białorusinów (92,34%), 95 Rosjan (4,33%), 41 Ukraińców (1,87%), 13 Polaków (0,59%), 4 Ormian (0,18%), 4 Niemców (0,18%), 9 osób innych narodowości i 2 osoby, które nie podały żadnej narodowości.

## Geografia i transport
Sielsowiet położony jest w północnozachodniej części rejonu bereskiego. Przepływa przez niego Jasiołda, na której znajduje tu się zbiornik zaporowy Sielec. Na jego terytorium częściowo znajduje się Rezerwat Biologiczny „Busłouka”.
Skrajem sielsowietu przebiega linia kolejowa Moskwa–Mińsk–Brześć. Przez sielsowiet przebiegają tylko drogi lokalne.

## Historia
17 września 2013 do sielsowietu Sielec włączono w całości likwidowany sielsowiet Narutowicze (łącznie 6 miejscowości).

## Miejscowości
- agromiasteczka:
  - Narutowicze
  - Sielec
- wsie:
  - Jasiewicze
  - Kurowszczyzna
  - Michnowicze
  - Onicewicze
  - Osieki
  - Osowce
  - Panasewicze
  - Plachowszczyzna
  - Rogacze
  - Soszyca
  - Utrany
  - Worożbity
  - Zubacze